# ヒューズ礁

ユニオン堆におけるヒューズ礁の位置

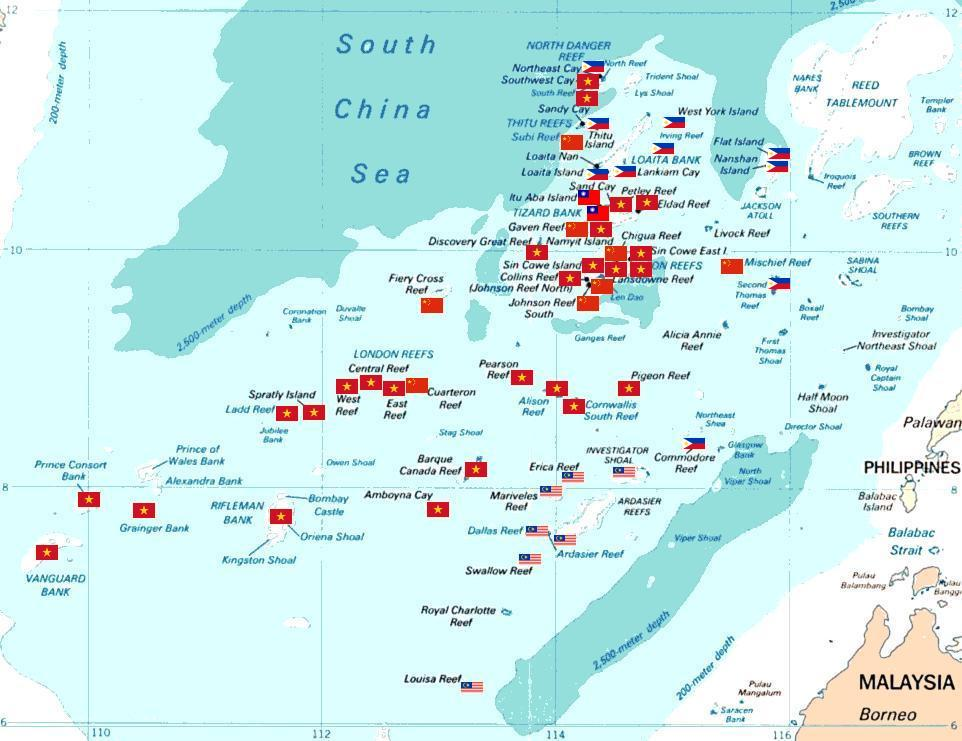
南沙諸島における南シナ海周辺諸国の実効支配状況

ヒューズ礁（ヒューズしょう、英語：Hughes Reef、中国語: 东门礁、ベトナム語：ベトナム語：đá Tư Nghĩa / 𥒥思義）は、南沙諸島中央部にあるユニオン堆（英語：Union Bank、中国語: 九章群礁）と呼ばれる群礁の北縁中部にあるサンゴ礁である。
本来の天然の地形は満潮時に海中に没する低潮高地である。低潮高地はそれ自身を起点にした領海、排他的経済水域、大陸棚の一切を持たない。満潮時に海中にある暗礁全体の大きさは、南北約2km、東西約1.9km、面積は約2平方kmほどである。
かつてはベトナムの管理下にあったが、1988年のスプラトリー諸島海戦（赤瓜礁海戦）で、中国人民解放軍がベトナム軍を攻撃して奪った。現在、中華人民共和国が実効支配し、中国人民解放軍海軍の陸戦隊が常駐している。この暗礁をめぐり、中華民国（台湾）とベトナムが管轄権を主張している。
2014年から2015年にかけて、中国がこの環礁を埋め立てて人工島を建設しており、その面積が75,000㎡に拡大している。同島には庁舎、ヘリポート、埠頭が建設されている。国連海洋法上この暗礁に人工島を建設することが許されるのは、暗礁が公海下にある場合を除き、自国の排他的経済水域もしくは大陸棚内のいずれかに暗礁が含まれている国だけである。また人工島を根拠にそれを起点とした領海、排他的経済水域、大陸棚の一切を主張できない。

## 地形
ヒューズ礁の埋め立て部分で最長は約620mある。 